# 미각기행 오곡밥
《미각기행 오곡밥》은 대한민국의 TV조선의 프로그램이다. 오지마을 곡간에서 나온 특별한 밥상'의 줄임말로, 대한민국 곳곳에 숨겨진 오지를 여행하며 그곳에서 만난 사람들의 진솔한 이야기와 소박하지만 특별한 사연이 담긴 음식을 소개하는 프로그램이다.

## 방송 시간
- 2012년 12월 24일 ~ 2013년 4월 19일 : 매주 금요일 오후 7시 50분